# Dumitru Prunariu
Dumitru Dorin Prunariu (Brașov, 27 de setembro de 1952) foi o primeiro cosmonauta da Romênia. Foi também embaixador do seu país na Rússia.
Formado em engenharia aeronáutica pela Universidade Politécnica de Bucareste em 1976, Dumitru trabalhou como engenheiro na indústria de aviões até entrar para a Escola de Treinamento de Oficias da Força Aérea romena, tornando-se piloto militar.
Selecionado para fazer parte do treinamento de cosmonautas do programa Intercosmos, entre a então União Soviética e seus aliados, Prunariu foi ao espaço em 14 de maio de 1981, tornando-se o primeiro  - e até hoje único - romeno a ir ao espaço, a bordo da missão Soyuz 40, passando seis dias na estação orbital soviética Salyut 6, durante os quais realizou pesquisas científicas sobre o campo magnético da Terra.
Em 1990 tornou-se diretor do programa de aviação civil da Romênia e em 1998 assumiu o cargo de presidente da agência espacial romena. É autor de diversos livros sobre tecnologia espacial e voos espaciais.